# Vladimir Golubničij
Vladimir Golubničij (ukrajinsky Володимир Степанович Голубничий, rusky rusky Владимир Степанович Голубничий; (2. června 1936 Sumy – 16. srpna 2021) byl sovětský atlet, chodec, dvojnásobný olympijský vítěz v chůzi na 20 km. Jde o jediného chodce, který získal medaile na čtyřech olympijských hrách za sebou.

## Sportovní kariéra
Jeho speciální disciplínou byl závod na 20 km chůze. První mezinárodní úspěch získal hned při svém prvním olympijském startu - zvítězil v olympijském závodě na 20 km chůze v Římě v roce 1960. O dva roky později na evropském šampionátu v Bělehradu došel na stejné trati do cíle jako třetí. Stejného umístění dosáhl i na olympiádě v Tokiu v roce 1964. Stříbrnou medaili vybojoval na mistrovství Evropy v Budapešti v roce 1966. Podruhé olympijským vítězem na 20 km chůze se stal v Mexiku v roce 1968. Při svém čtvrtém olympijském startu v Mnichově v roce 1972 došel do cíle závodu na 20 km druhý a prohrál pouze s Frenkelem z NDR. Nejcennější medaili v chodeckém závodě na 20 km získal o dva roky později na evropském šampionátu v Římě.
Kvalifikoval se rovněž na olympiádu v Montrealu v roce 1976, ve svých 40 letech obsadil sedmé místo.